# Alex Bryner
Alexander „Alex“ Ostroumov Bryner (* 26. Juli 1943 in Tianjin, Republik China) ist ein US-amerikanischer Jurist und Richter, der unter anderem zwischen 2003 und 2006 als Chief Justice Präsident des Obersten Gerichtshofes von Alaska (Alaska Supreme Court) war.

## Leben
Alexander „Alex“ Ostroumov Bryner begann nach dem Schulbesuch ein grundständiges Studium und absolvierte zwischen 1961 und 1962 einen Auslandsstudienaufenthalt an der Universität Lausanne. Nach einem Studienjahr an der University of Colorado Boulder (CU Boulder) von 1962 bis 1963 setzte er das Studium an der Stanford University fort und schloss dieses 1966 mit einem Bachelor of Arts (BA) ab. Daraufhin begann er ein postgraduales Studium an der juristischen Fakultät (Law School) der Stanford University, welches er 1969 mit einem Juris Doctor (JD) beendete. Nach seiner Zulassung bei der Anwaltsvereinigung von Alaska (Alaska Bar Association) war er zwischen 1969 und 1971 zunächst juristischer Mitarbeiter von George Frank Boney, der zwischen 1968 und 1972 Richter und in dieser Zeit von 1970 bis 1972 Präsident des Obersten Gerichtshofes von Alaska war. Nachdem er zwischen 1971 und 1972 juristischer Redakteur beim Verlag Bancroft Whitney Co. war, war er von 1972 bis 1974 stellvertretender Pflichtverteidiger (Assistant Public Defender) von Anchorage und daraufhin zwischen 1974 und 1975 Partner der Anwaltskanzlei Bookman, Bryner & Shortell.
Bryner, der auch Zulassung bei der Anwaltsvereinigung von Kalifornien (State Bar of California) und der US-amerikanischen Anwaltsvereinigung ABA (American Bar Association) erhielt, war von 1975 bis 1977 zunächst Richter am Bezirksgericht (District Court) von Anchorage sowie daraufhin zwischen 1977 und 1980 Bundesanwalt (US Attorney) für den Bundesgerichtsbezirk (Federal Judicial District) von Alaska. 1980 wurde er an das neu gegründete Berufungsgericht von Alaska (Alaska Court of Appeals) und war bis 1997 als Chief Judge Präsident dieses Gerichts. Im Februar 1997 wurde er als Richter an den Obersten Gerichtshof von Alaska (Alaska Supreme Court) berufen und trat als solcher die Nachfolge von Jay Rabinowitz an. Er bekleidete dieses Richteramt mehr als zehn Jahre lang bis Oktober 2007, woraufhin Daniel Winfree diese Stelle übernahm. Am 1. Juli 2003 wurde er als Nachfolger von Dana Fabe als Chief Justice Präsident des Obersten Gerichtshofes von Alaska. Er bekleidete das Amt für eine turnusmäßige Amtszeit von drei Jahren bis zum 30. Juni 2006 und wurde daraufhin wiederum von Dana Fabe abgelöst.
Aus seiner Ehe mit Carol Crump gingen zwei Kinder hervor.